# Two Weeks with Pay

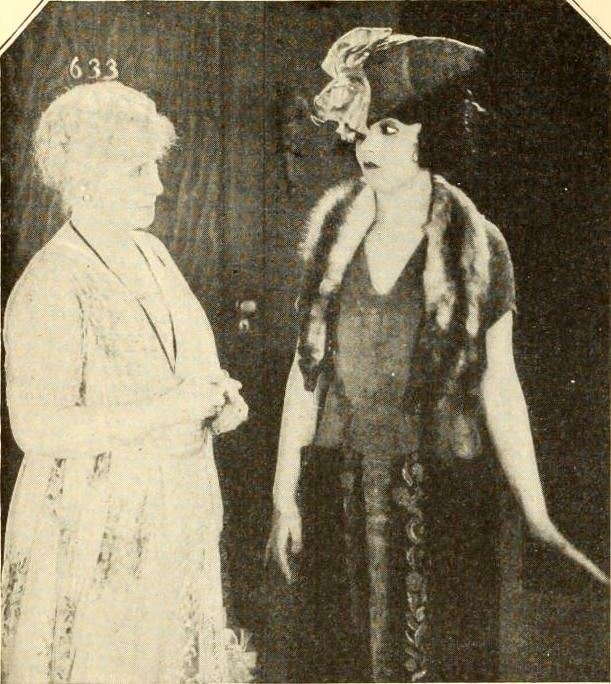
Bebe Daniels i Frances Raymond en un fotograma de la pel·lícula

Two Weeks with Pay és una pel·lícula muda dirigida per Maurice Campbell i protagonitzada per Bebe Daniels i Jack Mulhall. Basada en el relat homònim de Nina Wilcox Putnam aparegut al Saturday Evening Post (1920) adaptat per Alice Eyton, la pel·lícula es va estrenar el maig de 1921.

## Argument
La venedora Pansy O'Donnell guanya unes vacances pagades de dues setmanes en un complex d’estiueig, el Fairview Hotel, per fer publicitat del seu cap, Ginsberg, i de la roba que fa l'empresa. Allà, a causa d’un accident de trànsit que els fa caure tots dos al fang, coneix un jove anomenat J. Livingston Smith i el confon amb un milionari. Més tard el conserge de l’hotel la confon amb l’actriu de cinema Marie La Tour, i de seguida corre el rumor que s’allotja allà d’incògnit. Ella ho aprofita per fer-se passar per l’actriu en una actuació benèfica, però quan es veu obligada a fer una immersió a la piscina de l’hotel com a truc publicitari, J. Livingston Smith la salva. Smith li proposa que es casi amb ell però ella el rebutja creient que és un milionari. Al final Smith resulta ser el propietari d’un garatge i, per tant, accepta casar-s’hi i Marie salva Pansy de ser descoberta.

## Repartiment
- Bebe Daniels (Pansy O'Donnell / Marie La Tour)
- Jack Mulhall (J. Livingston Smith)
- James Mason (Montague Fox)
- George Periolat (Ginsberg)
- Frances Raymond (Mrs. Wainsworth)
- Polly Moran (criada)
- Walter Hiers (conserge d’hotel)